# Артюс де Коссе-Бріссак
Артюс де Коссе-Бріссак (Artus de Cossé-Brissac, 1512 —15 лютого 1582) — французький аристократ, військовий та політичний діяч, дипломат часів Релігійних війн, маршал Франції.

## Життєпис
Походив з аристократичного роду де Коссе. Син Рене де Коссе, сеньйора Бріссака, та Шарлоти Гуфьє, представниці впливового роду за часів короля Франциска I. Був молодшим братом маршала Шарля де Коссе.
Про молоді роки мало відомо. Військову службу розпочав лейтенантом. Брав участь в обозу Лансу у 1547 році. У 1552 році воював під орудою герцога Франсуа де Гіза при облозі Меца. Того ж року призначається губернатором цього міста. У 1554 році призначається губернатором фортеці Маріембургу у провінції Намюр. У 1555 році воював під командував герцога Клода II Омальського. За свою хоробрість стає кавалером ордену Святого Михайла.
Під час правління королів Франциска II та Карла IX підтримував партію Гізів та Катерини Медічі. Підтримка останньої сприяла подальшій кар'єрі Артюса де Коссе. У 1561 році призначається сюрінтендантом фінансів. У 1562 році зазнав поразки від лідера гугенотів Гаспара де Коліньї під Шатоденом. У 1564 році стає одним з великих офіцерів корони.
У 1566 році його володіння Секондіньї було возведене у графство. У 1567 році командував кавалерією у битві при Сен-Дені. Того ж року воює під головуванням герцога Генріха Анжуйського, майбутнього короля Генріха III. Тоді ж Артюс отримує звання маршала. Незабаром здобуває перемогу при Сен-Валері над протестантами на чолі із Коквілєм, які намагалися з'єднатися з нідерландськими повстанцями.
У 1569 році призначається генерал-лейтенантом Орлеану, Анжу й Турені. Під час своєї каденції активно боровся проти протестантів.  У 1569 році звитяжив у битві при Монкотурі проти гугенотів. У 1570 році разом з Генріхом Анжуйським зазнав невдачі у битві при Арне-ле-Дюк.
У 1574 році за наказом Катерини Медічі його було заарештовано по підозрі у прихильності до партії невдоволених на чолі із герцогом Франсуа Алансонським, братом короля. До 1581 року, часу здобуття свободи, він знаходився спочатку у Венсенському замку, а потім у Бастилії. Того ж року виконував дипломатичне завдання в Англії щодо укладання шлюбу між королевою Єлизаветою I та Франсуа Алансонським.
31 грудня 1578 року стає кавалером ордену Святого Духу, тобто одним з найнаближеніших осіб до короля. Помер 15 лютого 1582 року у своєму замку Гоннор в Анжу.